# Рюмка

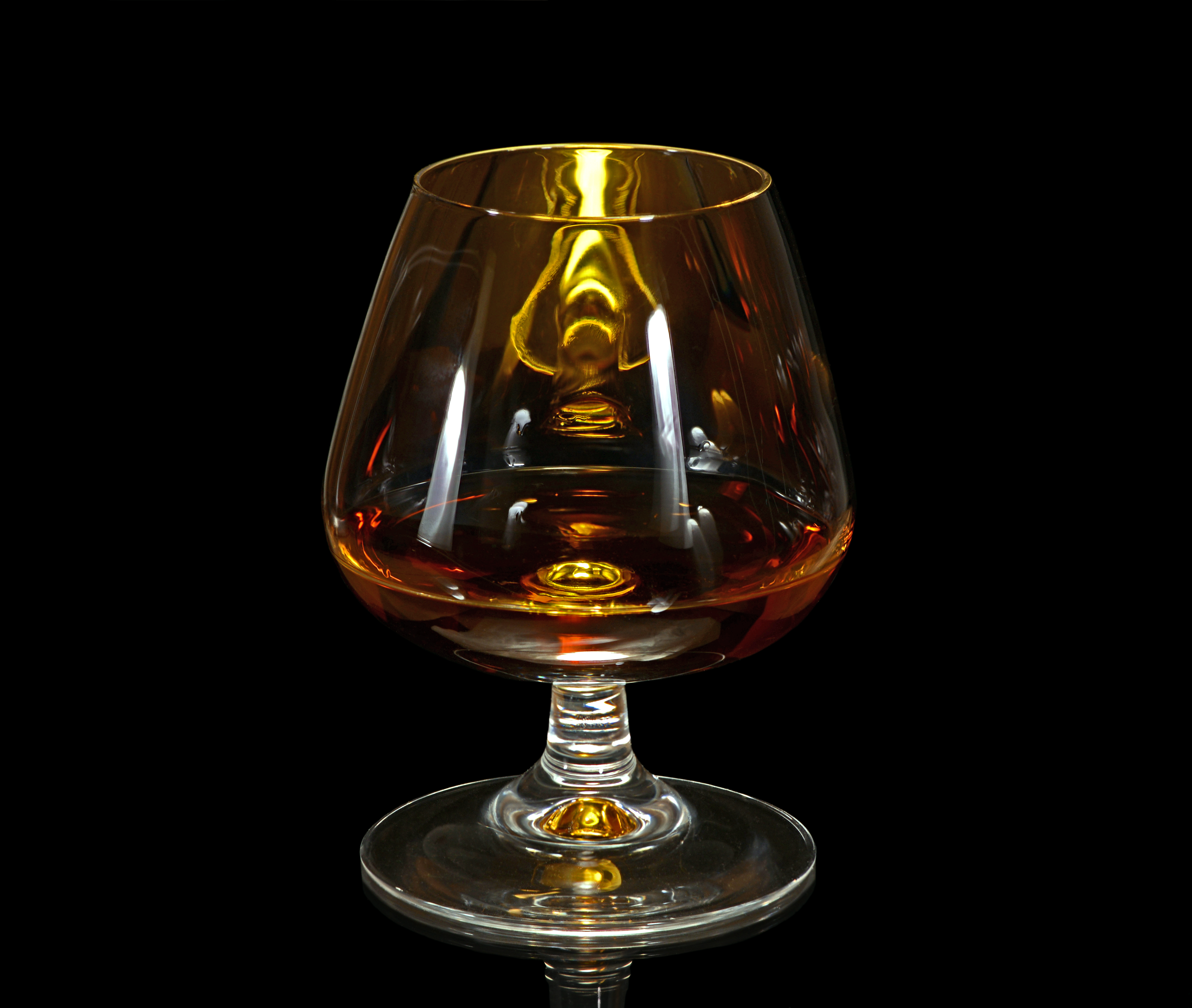
Рюмка для коньяка

Рю́мка — вид стеклянной или хрустальной посуды для употребления спиртных напитков.

## Определение
Лексическое значение русского слова рюмка с трудом поддаётся чёткому определению, что вообще характерно для предметной лексики общего употребления, однако можно сказать, что прототипическая рюмка может не иметь ножки и, как правило, используется для употребления крепких спиртных напитков, она небольшого размера. Слово рюмка является наиболее употребительным обозначением стеклянного сосуда для алкогольных напитков, демонстрирует большие словообразовательные и фразеологические возможности (рюмочка, рюмашка, рюмочная, на рюмку чая), что позволяет считать её своего рода эталоном такой специализированной посуды.

## Виды рюмок
В зависимости от напитка рюмка бывает:
- Водочная. Используется для горьких настоек и наливок, водки. Вместимость — 50 мл.
- Мадерная. Используется для креплёных (мадера, херес, портвейн) и десертных (мускат, кагор и др.) вин. Вместимость — 75 мл.
- Рейнвейная. Используется для белых сухих и полусухих вин. Вместимость — 100—150 мл. На высокой ножке, чаще цветная.
- Лафитная. Используется для красных столовых вин. Вместимость — 100—125 мл.
- Коньячная. Используется для коньяка. Вместимость — от 75 до 250 мл.
- Ликёрная. Используется для ликёра. Вместимость — 25—30 мл. На высокой ножке, цветная.
- Коктейльная. Используется для крепких коктейлей. Вместимость — 125—150 мл. На низкой ножке.
- Бокалы для шампанского. Вместимость — 125—150 мл
- Ингалятор-тюльпан. Используется для коньяка за кофейным столом или в барах. Вместимость — 100—125 мл. Расширяющийся книзу и суженной формы, на низкой ножке.